# Storia dei Liao
La Storia dei Liao (zh 遼史T, 辽史S, Liáo ShǐP, lett. "Storia di Liao") è una delle opere storiche cinesi ufficiali conosciute come Ventiquattro Storie (zh 二十四史S, Èrshísì ShǐP). Commissionato dalla corte della dinastia Yuan (1271–1368), di etnia mongola, secondo la tradizione politica, il testo fu finalizzato nel 1344, sotto la direzione di Toqto'a (Tuotuo).
La compilazione formalizzava la storia ufficiale cinese del popolo proto-mongolo dei Kitai, dalle loro origini tribali alla storia ufficiale della dinastia Liao (907-1125) da loro fondata a seguito dei torbidi della storia cinese noti come "Cinque dinastie e dieci regni" (907-960) e della dinastia Liao occidentale (1125-1220) attiva in Asia centrale dopo che la Dinastia Jīn (1115-1234) di etnia Jurchen aveva spodestata i kitai dal controllo sulla Cina.

## Fonti principali

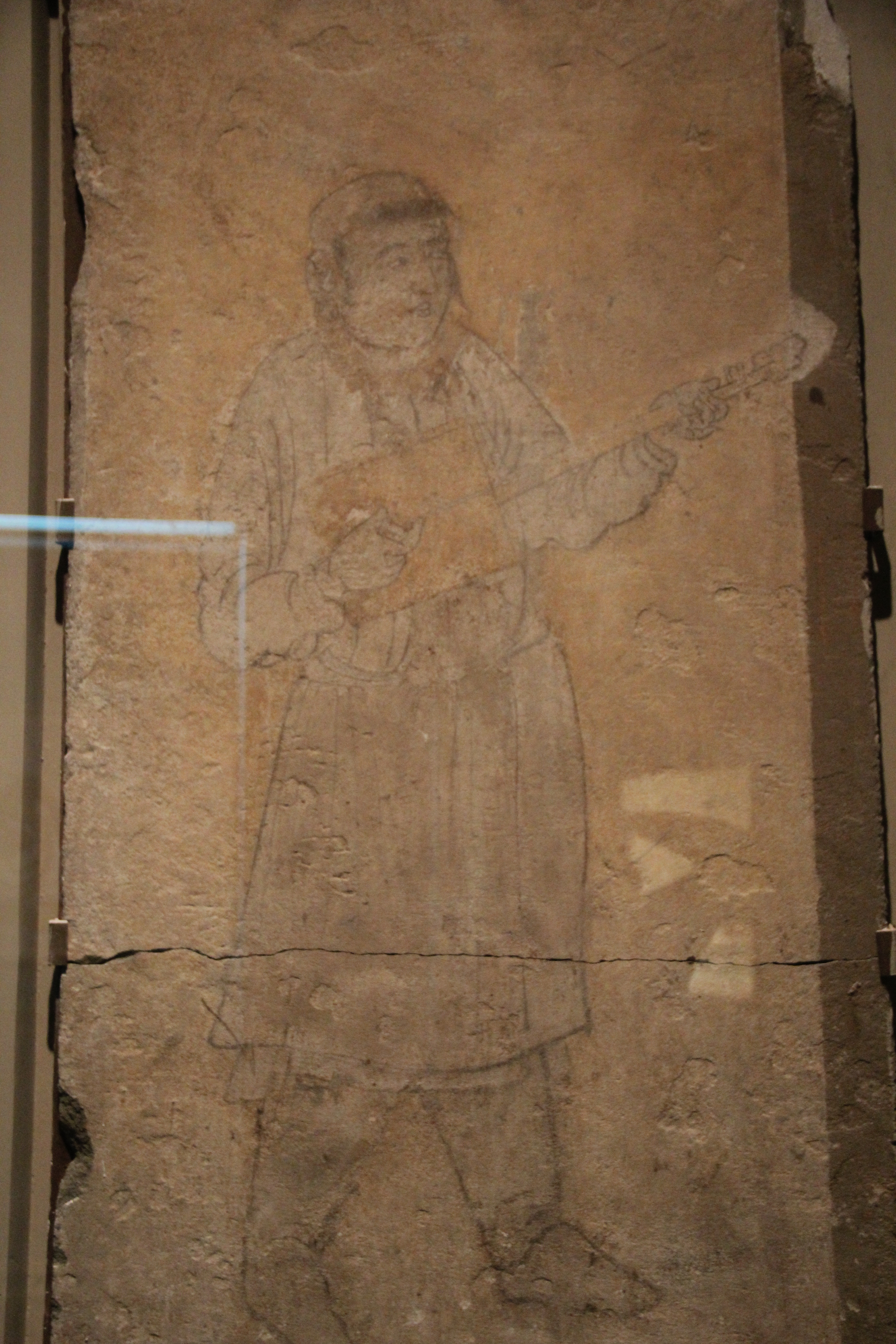
Musico kitai che suona uno strumento a corda

La Storia di Liao di Toqto'a fu compilata utilizzando fonti più antiche, principalmente:
- i registri dinastici (實錄S, ShiluP, lett. "Veritieri registri") dei Liao compilati sotto la direzione di Yelü Yan (耶律儼), non più esistente;
- l'abbozzata Storia di Liao compilata per volontà della Dinastia Jīn, di etnia Jurchen, che aveva spodestato i Liao della Cina, sotto la direzione di un funzionario di nome Chen Daren (陳大任), mai pubblicata e non più esistente; e
- diverse altre fonti tra cui lo Zizhi Tongjian (1080), il Qidan Guo Zhi e descrizioni dei kitai presenti nelle precedenti storie dinastiche (Wei Shu, Sui Shu, ecc.).

Il Liao Shi contiene 116 volumi, inclusi 30 volumi di Annali imperiali, 32 volumi di Registri delle istituzioni, 8 volumi di Tabelle, 48 volumi di Biografie e descrizioni e 1 volume di Glossario della lingua nazionale kitai, il Guoyijie (國語解), un elenco di parole in lingua kitai trascritte in caratteri cinesi nel volume n. 116.

## Creazione e affidabilità
Molti studiosi cinesi dell'epoca sostenevano che la dinastia Liao, in quanto "barbara" poiché di etnia non-Han (cinese), non meritasse una propria storia ufficiale, e postularono che la storia dei Liao dovessero essere registrata come appendice alla storia ufficiale della Dinastia Song, di etnia Han. Tale dibattito s'inquadrò nella più ampia disputa tra la volontà della corte Yuan, di etnia mongola, e gli studiosi/cortigiani han al servizio della stessa, motivata dalla teoria politica cinese, criticata dai mongoli, secondo cui solo una dinastia alla volta poteva essere considerata legittima. Causa questa disputa tra due diverse culture politiche, il Liao Shi, così come le storie dei Jīn e dei Song che i mongoli avevano sconfitto e spodestato per garantirsi il controllo sulla Cina (v.si Conquista mongola della Cina), non fu ufficialmente compilato fino al 1343-1344, quando il progetto editoriale passò al capo consigliere di vedute filo-cinese Toqto'a. Nella sua forma finale, questo progetto ha concesso al desiderio della corte Yuan di trattare i Liao, Jīn e Song come dinastie ugualmente legittime. La compilazione del Liao Shi fu terminata in un anno dagli storici imperiali, sebbene senza subire alcuna se non la minima correzione delle bozze. Per questo motivo, il Liao Shi e le altre due storie delle dinastie pre-Yuan sono note per i loro errori tecnici, la mancanza di precisione, le incoerenze nella trascrizione di termini e nomi non cinesi e gli argomenti sovrapposti. Gli studiosi Qing Qian Daxin e Zhao Yi hanno notato incongruenze della Storia dei Liao nelle loro opere Studio delle discrepanze nelle ventidue storie standard (廿二史劄記) e Note critiche sulle ventidue storie (二十二史劄記). Tuttavia, il Liao Shi fornisce una grande quantità d'informazioni sulla politica e le tradizioni tribali dell'impero dei kitai. Poiché i registri dinastici compilati a suo tempo dal funzionario Liao Yelü Yan e Liao Shi di Chen Daren, patrocinato dai Jīn, sono andati perduti, il Liao Shi di Toqto'a è l'unico documento storico esistente in stile cinese della dinastia Liao.

## Edizioni
Il lavoro di collazione e punteggiatura della Storia dei Liao è stato fatto più volte: es. nell'edizione Qianlong (v. seguito), nell'edizione Nanjian, nell'edizione Beijian, nell'edizione Baina e nell'edizione Daoguang. L'edizione oggi comunemente usata è quella della casa editrice Zhonghua Shuju Press di Pechino, con titolo Liao Shi, sotto la direzione degli specialisti degli studi kitai Feng Jiasheng e Chen Shu, e basata sulla precedente edizione Baina. La versione Zhonghua Shuju Press e le sue annotazioni si riferiscono anche ad altre fonti storiche come Cefu Yuangui, Zizhi Tongjian, Xu Zizhi Tongjian Changbian, il Libro dei Tang e il Nuovo libro dei Tang, Jiu & Xin Wudai Shi, Song Shi, Jin Shi, Qidan Guo Zhi e Liao Wenhui.
L'imperatore Qianlong di Qing (r. 1735-1796), noto patrono delle arti, promosse una revisione critica della Storia dei Liao, commettendo però l'errore di identificare i Kitai con i Soloni ed utilizzando quindi la lingua evenki per correggere le trascrizioni in caratteri cinesi incoerenti ed errate dei nomi kitai riportativi. Questo progetto editoriale prese il nome di 欽定遼金元三史國語解S, lett. "Compilazione imperiale delle tre storie di Liao, Jin e Yuan spiegate nella lingua nazionale". Le correzioni di Qianlong finirono per aggravare gli errori e peggiorare ulteriormente la trascrizione di alcune parole straniere nella Storia dei Liao. Il missionario e sinologo Marshall Broomhall (1866-1937) definì questo lavoro «così poco scientifico che le edizioni K'ien-lung delle storie di Liao, Jin e Yüan sono praticamente inutili», mentre toccò al sinologo Emil Bretschneider (1833-1901) dimostrare l'erroneità di tutte quante le etimologie dell'edizione Qianlong.
Sempre durante l'Era Qing, la Storia dei Liao fu tradotta in manciù come ᡩᠠᡳᠯᡳᠶᠣᠣ
ᡤᡠᡵᡠᠨᡳ
ᠰᡠᡩᡠᡵᡳ, (Wylie) Dailiyoo gurun i suduri, (Möllendorff) Dailiyoo gurun i suduri.

## Contenuto
Gli annali dei Liao sono trattati nei volumi 1-30 del Liao Shi, con i volumi 1 e 2 dedicati alla storica del fondatore della dinastia, Abaoji (imperatore Taizu). Il volume 30 narra di Yelü Dashi, il principe Liao che fuggì dai Jīn e fondò il khanato del Kara Khitay, anche noto come "Dinastia Liao occidentale" in Asia centrale. Il sinologo Michel Biran attribuisce a questo volume del Liao Shi l'onere di fonte più importante per la storia del Kara Khitay.
I trattati dei Liao sono raccolti nei volumi 31–62. Le divisioni amministrative dell'Impero kitai sono approfondite nei volumi 37-41 sotto il titolo Geografia (地理), organizzati in cinque circuiti di livello primario (道). L'elenco degli uffici amministrativi e dei relativi ufficiali (百官) occupa i volumi 45–48. Standen fornisce traduzioni in inglese per alcuni dei questi ranghi ufficiali in un glossario.
I volumi 63-70 sono tabelle che includono: il lignaggio del clan regnante Yelü e di altri clan (v. 63); le tribù (部族) (v. 69); e gli stati vassalli (屬國) (v. 70).
Le figure degne di nota incluse nella sezione Biografie comprendono: Han Yanhui, un cancelliere Liao di etnia Han (v. 74); Zhao Yanshou, generale dei Tang posteriori che servì anche i Liao (v. 76); e Wang Jizhong che aiutò a mediare il Trattato di Chanyuan del 1004-1005 (v. 81).

## Eredità
Il dibattito sull'eredità dei Liao come dinastia legittima è continuato dopo il completamento del testo. All'epoca della pubblicazione del Liao Shi, Yang Weizhen affermò che solo i Song erano una dinastia legittima e che i Liao e i Jīn erano usurpatori. Continuò a sostenere questo punto e compose un saggio intitolato Sulla legittima successione (正統辯). Lo studioso d'epoca Ming Wang Zhu ha scritto una storia alternativa dei Song intitolata Storia verificata dei Song (宋史質) in cui gli stati Liao e Jīn erano relegati allo status di nazione straniere. Il testo di Wang Zhu fu successivamente criticato dagli studiosi della dinastia Qing (di etnia tungusa come i Jīn) che lo consideravano una distorsione intenzionale della storia. Anche un altro testo Ming, la Grande raccolta di registri storici di Shao Jingbang (1491-1561), attribuì ai Liao e ai Jīn lo status di usurpatori alieni.

### Fonti
- (ZH) Toqto'a (a cura di), 遼史T, 辽史S, Liáo ShǐP, lett. "Storia di Liao" [Storia dei Liao], Ventiquattro Storie, 1344. ed. (ZH) Tuotuo [et al.] (a cura di), 遼史 (Liao Shi) [Storia di Liao], Pechino, Zhonghua Shuju, 1974.

### Studi
- (EN) Michal Biran, The Empire of the Qara Khitai in Eurasian History: Between China and the Islamic World, Cambridge Studies in Islamic Civilization, Cambridge University Press, 2005, ISBN 0-521-84226-3.
- (FR) Pierre Marsone, La Steppe et l'Empire : La formation de la dynastie Khitan (Liao) - IV-X s., Parigi, Les Belles Lettres, 2011, ISBN 978-2-251-38109-1.
- (EN) Chan Hok-lam, China & the Mongols: History and Legend under the Yuan and Ming, Ashgate Publishing, 1999.
- (EN) Standen Naomi, Unbounded Loyalty: Frontier Crossing in Liao China, Honolulu, University of Hawaii Press, 2007.
- (EN) Elina-Qian Xu, Historical development of the pre-dynastic Khitan, University of Helsinki, 2005, ISBN 9521004983. URL consultato il 14 marzo 2013.